# هاينس سيغوردسون
هاينس سيغوردسون (10 أبريل 1983 بريكيافيك في آيسلندا - ) هو لاعب كرة قدم أيسلندي في مركز الهجوم. شارك مع منتخب آيسلندا تحت 17 سنة لكرة القدم ومنتخب آيسلندا تحت 19 سنة لكرة القدم ومنتخب آيسلندا تحت 21 سنة لكرة القدم ومنتخب آيسلندا لكرة القدم. أما مع النوادي، فقد لعب مع إف كي أتيراو وستوك سيتي وفيمليكافيلاغ هافنارفيارذار ونادي بروندبي ونادي غروديغ ونادي فيكينغ ويان ريغينسبورغ وSandnes Ulf ‏ وسبارتاك نالتشيك ونادي سوندسفال ‏ وMjällby AIF ‏ وEgersunds IK ‏.

## وصلات خارجية
- هاينس سيغوردسون على موقع الاتحاد الأوربي (الإنجليزية)
- هاينس سيغوردسون على موقع قاعدة بيانات كرة القدم.إي يو (الإنجليزية)
- هاينس سيغوردسون على موقع ناشيونال فوتبول تيمز (الإنجليزية)
- هاينس سيغوردسون على موقع Soccerway.com (الإنجليزية)
- هاينس سيغوردسون على موقع عالم كرة القدم.نت (الإنجليزية)